# ملكة جمال الأرض 2023
ملكة جمال الأرض 2023 هي مسابقة ملكة جمال الأرض الثالثة والعشرون التي ستقام في الربع الرابع من عام 2023 في نها ترانج، فيتنام. في نهاية الحدث ستتوج مينا سو تشوي من كوريا الجنوبية خليفتها في المسابقة.

## الخلفية

### التاريخ والمكان
في 18 يوليو 2022 ، أعلنت منظمة ملكة جمال الأرض أن المسابقة الثالثة والعشرون ملكة جمال الأرض ستقام في فيتنام.

## المتسابقات
اعتبارًا من 9 ديسمبر 2022 ، تم تأكيد مشاركة 8 متسابقة.
| البلد / الإقليم | المتسابقة         | العمر | مسقط رأسها        |
| --------------- | ----------------- | ----- | ----------------- |
| كندا            | ليانا روبنسون     | 18    | فيكتوريا          |
| اليونان         | كريستيانا كاتسيري | 21    | بيرايوس           |
| هندوراس         | جينيفر فالاداريس  | 23    | ماريتا            |
| كازاخستان       | ديلناز تيليفا     | 19    | ألماتي            |
| ماليزيا         | مانفين كيرا       | 21    | كوالالمبور        |
| البرتغال        | كارلوتا لوبو      | 18    | فيانا دو ألينتيجو |
| روسيا           | داريا لوكونكينا   | 19    | نيجني نوفغورود    |
| فيتنام          | نونغ ثوي هانغ     | 24    | ها جيانغ          |

## الروابط الخارجية
- موقع ملكة جمال الأرض الرسمي